# Paul W. Jones
Paul Wayne Jones (ur. 1960) – amerykański dyplomata i wysoki rangą urzędnik Departamentu Stanu USA, ambasador Stanów Zjednoczonych w Malezji w latach 2010–2013 oraz w Polsce w latach 2015–2018.

## Życiorys
Jest absolwentem Cornell University. Uzyskał także tytuły magistra w University of Virginia i Naval War College. Posługuje się językiem hiszpańskim i rosyjskim.
Zajmował stanowiska w Europie i Azji. Pełnił funkcje zastępcy szefa misji i chargé d’affaires w Macedonii (1996-1999), w Misji Stanów Zjednoczonych przy Organizacji Bezpieczeństwa i Współpracy w Europie z siedzibą w Wiedniu (2004-2005) i na Filipinach (2005-2009). W latach 2010–2013 był ambasadorem w Malezji. Pełnił funkcje dyplomatyczne także w: Rosji, Bośni i Hercegowinie, Kolumbii.
Od 22 lipca 2013 r. zajmował kierownicze stanowisko w Wydziale ds. Europy i Eurazji w Departamencie Stanu. Jest dyplomatą w randze ministra.
9 czerwca 2015 prezydent Barack Obama nominował go ambasadorem USA w Polsce, w miejsce Stephena Mulla. 5 sierpnia 2015 nominację zatwierdził Senat USA. 11 września 2015 oficjalnie zaprzysiężony przez sekretarza stanu Johna Kerry’ego. 7 października 2015 złożył w Warszawie listy uwierzytelniające na ręce prezydenta RP Andrzeja Dudy.
Misję ambasadora w Polsce zakończył 6 września 2018. Jego następcą na tym stanowisku została Georgette Mosbacher.

## Odznaczenia
Posiada wiele odznaczeń, m.in. został wyróżniony Presidential Meritorious Service Award.

## Życie prywatne
Jest żonaty z Catherine (posiadającą polskie korzenie ze strony babci), córką emerytowanego amerykańskiego dyplomaty Brandona Grove'a, autorką książek kucharskich. Ma dwójkę dzieci, córkę Aleksandrę i syna Hale’a.